# Pont de l'Oural
Le pont de l'Oural (Ouralski most) est un pont qui enjambe la rivière Smolenka à Saint-Pétersbourg. Il relie la 8e et la 9e lignes de l'île Vassilievski avec la rue de l'Oural. Il mesure 24,6 m de long sur 31 m de large.

## Histoire
Un premier pont en bois est construit en 1829 qui s'appelait le pont du Vin, car il se situait à proximité du faubourg du Vin, où se trouvaient des entrepôts de vin transporté par voie d'eau. Il a été nommé pont de l'Oural au début du XXe siècle.
Le pont actuel a été construit en 1974 par V. Edouardov, décoré de deux obélisques de pierre de chaque côté, surmontés d'un bateau à voile de métal doré.

## Source
- (ru) Cet article est partiellement ou en totalité issu de l’article de Wikipédia en russe intitulé « Уральский мост » (voir la liste des auteurs).